# Islas Gotō
Las islas Gotō (五島列島 Gotō rettō?), literalmente «archipiélago de las cinco islas», son un grupo de islas de Japón localizadas en el mar del Japón, al oeste de la isla de Kyushu. Administrativamente, las islas pertenecen a la prefectura de Nagasaki.

## Geografía
Existen 140 islas en total, de las cuales destacan cinco: Fukuejima (福江島?), Hisakajima (久賀島?), Narushima (奈留島?), Wakamatsujima (若松島?) y Nakadōrijima (中通島?).
El grupo de islas abarca 85 km de extremo a extremo y su centro está localizado en 32°45′03″N 128°27′30″E. Al norte se localiza la isla de Tsushima en el estrecho de Corea, y al este se ubica Kyushu y el resto de la prefectura de Nagasaki. Las islas se ubican a 100 km del puerto de Nagasaki. La corriente Tsushima (una rama de la corriente de Kuroshio) pasa alrededor de las islas.
La isla meridional de Fukuejima mide aproximadamente 25 km de norte a sur y 25 km de este a oeste; la isla de Nakadōrijima, mide aproximadamente 40 km de norte a sur y 20 km de este a oeste en su punto más ancho. Sin embargo, gran parte de Nakadōrijima es muy estrecha, con menos de 6 km. Las islas están cubiertas de cultivos y habitan venados.
Políticamente, desde la fusión de 2004, se estableció la ciudad de Gotō y abarca Fukuejima, Hisakajima, Narushima y otras siete islas habitadas. También, producto de la fusión de 2004, el pueblo de Shinkamigoto ocupa Nakadōrijima y Wakamatsujima.

## Demografía
La mayoría de los habitantes descienden de católicos que mantuvieron sus prácticas religiosas en secreto debido a la prohibición con pena de muerte que existió contra el catolicismo por 250 años en Japón. Estos católicos encubiertos son conocidos con el nombre de Kakure Kirishitan. Las islas poseen numerosas iglesias católicas, siendo la más antigua y la más importante la Iglesia Dozaki, construida en 1868 y localizado a 6 km al norte del puerto de Fukue.